# 共通農業政策
共通農業政策（きょうつうのうぎょうせいさく）とは、欧州連合 (EU) における農業補助に関する制度や計画を扱う政策。英語表記の Common Agricultural Policy の頭文字をとって CAP とも表記する。共通農業政策に充てられるEUの予算は2005年度で4300億ユーロとなっており、この額は全体のおよそ44%を占めている。
共通農業政策では生産高や耕地に対する補助金の直接支払いと価格維持メカニズムが組み合わされており、また農作物の最低価格の保証、域外からの特定農業生産品に対する関税の賦課や輸入量制限の実施も行っている。補助金制度については改革が進められており、2005年から2012年にかけては輸入量制限の緩和や、補助金について生産高に基づく支給から農地の管理に基準を置く方式へと段階的に移行している。制度の実施の細かい部分は加盟国ごとに違いがあるが、たとえばイギリスでは農家への直接支給が定められた単一支払制度が導入されている。直接支払いにあたっては以下の要件を満たすことが求められる。
- 対象農地において「適正な状態」 (Good Agricultural Condition) が維持されている。
- 多角化や生産者組合を設立するなどの農村部の発展に貢献している。
- 環境に寄与するような農地運営を実施している[2]。

1992年以前にはEUの農業に関する支出が予算全体の61%近くを占めていたが、2013年までに従来の共通農業政策の支出が占める割合をおよそ半分の32%にまで抑えるという方針が決まっている。これとは逆に1988年で予算全体の17%となっていた地域政策の支出を、2013年にはおよそ2倍の36%にすることになっている。
共通農業政策の目的とは、農家に対しては適切な生活水準を、消費者に対しては適正な価格で良質な食品をそれぞれ提供するということ、さらには農業という文化的な遺産を保護するということである。共通農業政策は社会の変化に直面しており、食品の安全や環境保護、採算性、代替燃料への転作といったものが次第に重要度を増している。

## 概要
共通農業政策は1960年に欧州委員会が提唱したことで創設された。これは1957年に共同市場の創設をうたったローマ条約が調印されたことを受けたものである。ところが当時の欧州経済共同体 (EEC) 加盟6か国ではそれぞれ国内農業に対して保護的な政策を実施しており、とくに生産品目や農作物の価格維持、農家の経営には手厚い措置がとられていた。保護政策の内容は国ごとに異なるものの、貿易の自由化がなされればこのような措置は障壁とみなされることになる。そのようななかで一部の加盟国、とりわけフランスや農業生産者団体は国ごとの手厚い農業保護措置の継続を求めた。そのため共通農業政策が実現されるには各国での保護措置が調整され、また共同体にそれらが移管されなければならなかった。そこで1962年までに市場統合、共同体による特恵措置、財源の一体化という3つの原則が共通農業政策の実施にあたって打ち立てられた。その後共通農業政策はEUの政策の中心に位置づけられている。
共通農業政策についてはフランスとドイツの政治的和解の産物であると言及されることがある。これはドイツの工業製品がフランス市場に参入する引き換えに、ドイツがフランスの農家に対して資金面で援助するという構図が描かれていることを受けた表現である。ドイツがEUの予算に対して拠出している額と、EUのドイツ向けの政策にかんする支出の額との差額を考えれば、確かにドイツはEUの財政における最大の負担者であるといえる。しかし2005年の時点で見ればフランスもまた負担者であるといえ、むしろ経済的にあまり豊かではない加盟国やスペイン、ギリシャ、ポルトガルといった農業により重心を置いている加盟国のほうが受益者であるといえる。なお2004年以降の新規加盟国に対しては、本来EUから加盟国に支払われる補助金について、EUの予算の状況を考慮すると全額支給をすることは不可能であるため、その額を一部制限するという規定が適用されている。

### 目的
共通農業政策の対象となる品目

共通農業政策において価格の調整が行われる特定農作物には以下の品目が挙げられている。
- 穀物、 コメ、ジャガイモ
- 植物油
- 乾燥飼料
- ミルク・乳製品、ワイン、蜂蜜
- 牛肉・仔牛肉、食鳥肉・卵、豚肉、羊肉、ヤギ肉
- 砂糖
- 果実、野菜
- 木綿
- マメ類
- 甘ルピナス
- オリーブ・オイル
- 亜麻種子
- カイコ
- 亜麻仁繊維
- アサ
- タバコ
- ホップ
- 種子
- 花き、生鮮植物
- 家畜飼料

共通農業政策の目的はローマ条約第33条第1項に定められている（以下日本語仮訳）。
# 技術的進歩の促進と生産要素、とくに労働力の最適利用の確保による生産性の増進
1. 農業従事者の適正な生活水準の保証
2. 市場の安定
3. 生産能力の確保
4. 消費者に対する適正価格での食料の供給

共通農業政策については、農業そのものの社会的構造やさまざまな農業地域間での構造上・性質上の格差を考慮に入れ、漸次的に適切な調整を行う必要性があるとされている（同条第2項・仮訳）。
共通農業政策はEU域内の農産物価格の水準の維持や、生産に対する補助といったような複数の手法で運営されている。そのメカニズムには以下のようなものがある。
- EUへの特定輸入品に対する関税 - 関税率は世界市場での価格をEUの目標価格までに引き上げるような水準に設定されている。目標価格は、その対象品がEU域内において望ましい価格の最高額となるように設定される。
- EU域内への食品輸入量の制限 - 一部の非加盟国に対しては、EU域内での販売に際して特定の品目への関税が課されていないが、そのかわりに輸入量制限措置が実施されている。この措置は主に、個別のEU加盟国が従来より通商関係を持っていた国を対象としている。
- 貯蔵による価格調節 - 域内市場価格が介入水準を下回った場合、価格引き上げのためにEUが商品を買い上げる。このときの介入水準は目標価格を下回るように設定される。つまり域内市場価格は介入価格と目標価格の間で推移することになる。
- 農家に対する補助金の直接支払い - これはもともと農家の生産奨励と食料自給率の維持を目的に行われてきた。従来の補助金は総収穫量ではなく一定量を生産する耕地の面積に基づいて支給されてきた。その後2005年からこの制度の改革が実行され、補助金は耕作中の農地面積に基づいて定額を支給するようになり、また農業の手法も環境に配慮しているかということも要件となった。この改革の狙いは、農家にどの作物を生産するかを自身で選択する自由を与えるということと、補助金支給という過剰生産の誘引を削減するということにある。
- 生産量制限および農地削減給付金 - ミルク、穀物、ワインなど市場価格を上回る補助金が支払われるような一部の食品の過剰生産を避けようとするために導入されたものである。過剰生産された農作物の貯蔵・廃棄は資源の無駄であり、このために共通農業政策に対して不満が集まった。このような制度が導入されたことを受けて第2次市場が発達し、とくにミルクの生産制限枠の売買が活発となり、また一部の農家では耕作が難しい農地を削減するなど給付金制度を活用している。最近では農作物の価格上昇やバイオ燃料への関心の高まりから、将来における活用が見込まれることもあって農地削減措置が停止されている。

補助金制度の変更は2011年までの完了が予定されているが、各国政府には新しい制度の導入方法について一定の権限が認められている。イギリス政府は新旧支給制度の両方を稼働させ、毎年段階的に新制度に移行している。旧制度での支給額は2002年から2003年の平均額で固定しており、その後次年度ごとに削減している。この制度の併用により農家は収入の維持が可能となるが、同時に新制度の下で農業経営の手法を転換することが求められている。イギリス以外の政府は様子見としており、できるだけ早い時期に、イギリスとは違って併用期間を置かず一度に制度変更を実施することにしている。一方で生産量を下支えするための補助金制度を継続することについての裁量は制限されている。また制度が変更されることで小規模農家が補助金を申請する資格を持つようになり、イギリスの農家では従来の2倍の額を受け取ることができるようになる。
共通農業政策ではまた域内での関係法令の統一化が図られている。加盟国ごとに法令が異なることで相互間での交易に障害が生じかねない。たとえば防腐剤や食品着色料、ラベル表示、食用家畜に投与されるホルモンなどの薬剤や疫病対策、動物保護といった法令が挙げられる。このような貿易にあたっての法令上の障壁撤廃は未だに完了していない。

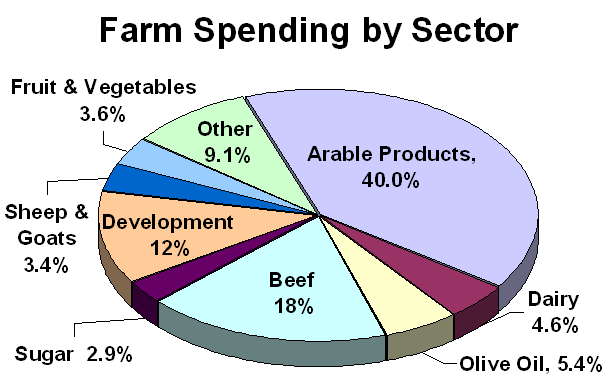
生産品目別の補助金給付の割合

共通農業政策にかかる資金はEUの欧州農業指導保証基金から拠出されている。共通農業政策改革の実施によってEUの予算に占める共通農業政策関連の歳出の割合は着実に下がってきているが、それでもなおおよそ半分を占めている。これまで共通農業政策関連の歳出のほとんどがフランスの利益となってきた。一方で2004年にEUに新規加盟した国は農業が盛んであり、共通農業政策関連支出ではフランスを上回る受益国となるはずだったが、既存の規定により本来受け取ることができる補助金よりも少ない額が支払われている。これらの国が補助金を満額受け取る資格を有するようになったさいに、どのように支払っていくのかという問題では共通農業政策改革にあたってフランスの譲歩を引き出しているが、財政の安定化のためにはフランスのさらなる譲歩が欠かせないものとなっている。

## 歴史
共通農業政策は1950年代末から1960年代初頭にかけて、当時EECの原加盟国が第二次世界大戦時や戦後の10年以上にわたる深刻な食糧危機を乗り越えた末に打ち出されたものである。共通農業政策では共同市場の設立の一環として農作物に課される関税も免除されるはずだったが、農家の強い政治的圧力を受け、また実施にあたっての課題が繊細だったこともあり、共通農業政策の完全実施には長い年月を要した。

### 初期
ローマ条約では共通農業政策の一般的目的が定義されており、またその基本理念は1958年7月のストレーザ会議で取りまとめられた。1960年には共通農業政策のメカニズムが原加盟6か国で取りまとめられ、2年後の1962年に各制度の実施が開始された。共通農業政策は1960年に欧州委員会のシッコ・マンスホルトのリーダーシップで創設された。これは1957年に共同市場の創設をうたったローマ条約が調印されたことを受けたものである。ところが当時のEEC加盟国ではそれぞれ国内農業に対して保護的な政策を実施しており、とくに生産品目や農作物の価格維持、農家の経営には手厚い措置がとられていた。保護政策の内容は国ごとに異なるものの、貿易の自由化がなされればこのような措置は障壁とみなされることになる。そのようななかで一部の加盟国、とりわけフランスや、農業生産者団体は国ごとの手厚い農業保護措置の継続を求めた。そのため共通農業政策が実現されるには各国での保護措置が調整され、また共同体にそれらが移管されなければならなかった。
1962年までに市場統合、共同体による特恵措置、財源の一体化という3つの原則が共通農業政策の実施にあたって打ち立てられた。その後共通農業政策はEUの政策の中心に位置づけられている。

### 展開と改革
共通農業政策はEUの政策の中でも改革が難しい分野である。これは1960年代の政策の創設当初から今日に至るまで変わることがなかったものである。共通農業政策関連の意思決定機関は農業理事会（加盟国の農相による理事会）であるが、重要な政策の改革案件の票決にあたっては全会一致であることが求められており、可決されること自体がまれで、しかも段階的なものにとどまっていた。またEUの創設期以来、ブリュッセルでの協議の場の外では農業関係のロビー活動がEUの農業政策の決定に大きな影響を及ぼしてきた。このロビー活動の影響力が顕著に低下してきたのは1980年代以降のことである。
近年、EUでは対外貿易との兼ね合いや、消費者保護、環境保護といった政策との競合もあって、共通農業政策に変革が求められるようになっている。さらにはイギリスやデンマークなどでのEU懐疑論の立場から共通農業政策について、自国の経済にとって不利益を生じさせているとして批判が起こっている。
しかし、なおも共通農業政策を継続することはEUの政策において重要な狙いである。農業は「特別」であり、食糧生産、ひいては良質の食事をもたらすということはヨーロッパの共有財産であるという見方がなされ、この考え方は共通農業政策の堅持の論拠として挙げられている。農業はほかの産業とは違うもので、EUの精神、そして財政において大きな存在となっている。つまるところ戦後間もない時期の自給率や食糧備蓄の確保といった目的が今日もなお続いているのである。

### 過去の改革の試み

#### マンスホルト計画
マンスホルト計画とは1960年代に出された構想で、小規模農家を農地から切り離し、これらを統合・大規模化することで効率性を高めようとすることが試みられた。しかし農業の特別な性質や農業団体による大陸規模の圧倒的なロビー活動により本計画はEUの方針からはずされた。
1968年12月21日、欧州委員会農業担当委員マンスホルトは理事会に対して、欧州共同体 (EC) における農業改革にかんする主意書を送付した。この長期的計画は「1980年農業計画」 (1980 Agricultural Programme) 、あるいは作成にあたったグループの活動場所であるルクセンブルクの地名を取って「ガイシェル・グループ報告書」 (Report of the Gaichel Group) ともいわれるもので、ヨーロッパ農業の新しい社会的・構造的政策の基礎が描かれたものである。
マンスホルト計画では価格や市場の下支え政策の限界について言及している。それによるとECが少なくとも500万ヘクタールの農地を削減しなければ一部の市場で不均衡が生じるという予測がなされている。またマンスホルトは農業生産高やECの歳出が上昇しているにもかかわらず、共通農業政策が実施されてから農家の生活水準は改善されていないと指摘している。そこでマンスホルトは生産手法の改革を行い、また小規模農家については早期に解消して規模を拡大するべきとしている。すなわちこの計画はおよそ500万人の農家に対して廃業を求めていくというもので、これにより農地を再分配して残った農家の大規模化を進めていくというものである。それぞれの地域の他業種の労働者と比較して平均的な年収を農地所有者に保証すれば、農家は生き残れると考えられていた。さらに職業訓練という点について、マンスホルトは再訓練や早期廃業に対応するための福祉計画を用意していた。これらを踏まえてマンスホルトは加盟国に対して採算性の低い農家に対する直接助成を制限するよう求めていった。
ところが農業団体の反発の激化を受け、マンスホルトはまもなく自身の提案の一部を縮小せざるを得なくなった。最終的にマンスホルト計画は1972年にそれぞれ農業経営者の近代化、農家の廃業、農家の技術訓練にかんする3つの指令に縮小されることとなった。

#### マンスホルト計画からマクシャリー改革まで
マンスホルト計画の失敗の影響で1970年代には農業改革を進めようとする者がほとんど現れず、改革の機運は退潮した。通貨統合計画の初期には "Agrimoney" と呼ばれる制度が導入されたこともあったが失敗に終わり、農業改革が進められるということにつながらなかった。
1980年代には共通農業政策にとって実質的に初めての改革が行われ、これは1992年以降の改革につながっていくものとなった。農業団体が弱体化した影響で改革を行いやすい状況ができてきたのである。環境保護運動団体が共通農業政策改革への支持を集め、また農作物の過剰生産により歳出額が上昇し、また無駄な支出も増加したこともあって共通農業政策のために財政均衡が傾かせかねないという懸念が高まってきたのである。これらの要因により1984年に酪農生産高の制限制度が導入され、また1988年には農家に対する補助金支給額に上限が設けられることになった。しかし、なおも共通農業政策の基礎は残り、1992年まで本格的な改革は着手されなかった。

### 1992年
1992年、欧州委員会農業担当委員レイ・マクシャリーが中心となって進められた改革で生産量の上昇に歯止めがかかり、また同時に農業市場の自由化に向けた調整が行われた。この改革により価格下支え費用が穀物で29%、牛肉で15%減少し、また農地削減や備蓄水準の制限に対する給付金制度や廃業・植林奨励策が導入された。
マクシャリー改革以降、穀物価格は安定水準に近づき、農業支援にかかる費用の透明性が増し、また収入支援と生産支援を分離する制度が開始された。しかし行政上の複雑さが伴ったことにより不正を招く結果となってしまい、共通農業政策にかかわる課題は是正されたというには程遠い状況となった。
これらの改革以外に、農業補助金制度についてはGATTのウルグアイ・ラウンドにおいてEUの域外貿易相手との合意に達する必要があるということも関心事となっていた。

### 近年の改革
EU農業改革の近年の課題となっているのは、価格上昇対策、食品の安全と品質の確保、農家の収入安定の保証である。このほかにも環境破壊、動物保護、農家の代替収入源の開拓といったものがある。これらの中には加盟国が担っていく課題もある。

#### 1999年
アジェンダ2000では共通農業改革を生産支援と農村部開発の2本の「柱」に分けている。経営多角化や生産者集団の結成、若手農家に対する支援といった一部の開発策が導入されており、また全加盟国に対して農業を行ううえで環境に配慮するという観点を取り入れるよう義務付けている。

#### 欧州委員会報告書（2003年）
ベルギーの経済学者アンドレ・サピールを長とする専門家グループが取りまとめた報告書において、EUの予算構造は「歴史的遺物」となっているとうたわれた。この報告書では富の創造とEUの結束の増進を企図した施策に対する歳出の方向性を変えて、EUの政策を再検討するよう求めている。EU予算の大部分が農業政策に費やされ、予算全体の拡大の見込みもあまりないことから、政策の再検討とはすなわち共通農業政策関連予算の削減を意味するものである。確かに本報告書では共通農業政策についてというよりは、もっぱらEUにとってより有益な施策の転換について議論されているが、同時に農家に対する支援策については加盟国が独自に実施していくほうがより効果的であるともしている。
しかし本報告書の趣旨はほとんど無視された。共通農業政策関連支出はEUにおいて当然の事実として扱われ続け、またフランスは共通農業政策関連支出について、2012年まで変更がなされないような取り決めで合意がまとまるよう努めたのである。これについてはフランスが前もってドイツと合意していたために実現したものである。またこの合意にあたってはイギリスが対英払戻措置にかんする自らの立場を守り、また農業輸出国の参入障壁を低くするべきであるという主張が盛り込まれている。

#### デカップリング（2003年）
2003年6月26日、EU加盟国の農相は補助金の支給制度について、一部の例外を除いて生産量と切り離す（デカップリング）という共通農業政策の抜本的改革を実施することを決定した。新たな「単一支払方式」では、環境、食品安全、動物保護についてのさまざまな規定を遵守する「クロス・コンプライアンス」が条件となった。このような規定の多くは農業を行ううえで、適正な実施を求める勧告や個別の法的要件といった形で導入されている。このような措置の目的は、環境、品質、動物保護といった施策のための財源をより多く確保するというものである。
ところがイギリスでは、このような施策について2005年5月の施行初日においても細部の調整が行われていた。これはEUで示された概要にしたがっていれば、措置の細部は各加盟国ごとにの裁量で決めることができるためである。イングランドでは単一支払方式について、耕作可能な状態で管理されている農地1ヘクタールに対しておよそ230ポンドといった定額制での支給が行われることになる。スコットランドでは過去の生産実績に基づいて支給がなされ、支給額は大きな幅を持つことになる。さらに新たな補助金制度では、より広い休耕地に対しても環境保護支援のための補助金が支給される。
EU全体および各国の補助金関連の予算には上限が設けられている。これは限られた財源の中でEUが共通農業政策に充てる予算の額が増加することが求められるという事態を避けるためである。
これらの改革派2004年から2005年にかけて実行に移されている。加盟国は2007年まで移行期間を設けることで実施の猶予が認められており、2012年までに実行することになっている。

### EU拡大（2004年）
2004年のEU拡大により、農業従事者数は700万人から1100万人、農地は30%、生産量は10%から20%それぞれ増加した。2004年にEUに新規加盟した国は輸出払戻金や買い上げによる介入といった価格下支え措置を直ちに受けることができるが、一方で補助金の直接支払い制度については2004年から2013年の10年間をかけて段階的に実施することになっており、2004年は既存加盟国の25%、2005年は30%に制限されている。またこれらの新規加盟国は早期廃業、環境問題、最低収入地域、技術支援といった対策のために、50億ユーロ規模の農村部開発基金による措置を受けることができる。2002年に当時のEU加盟国では、農業関連支出について2013年まで実質増加しないことで合意している。これにより新規加盟国に対する支払を賄うために、従来の加盟国に対する補助金の支払額をおよそ5%削減することが求められることになる。また2007年にルーマニアとブルガリアが加盟したことにより、削減幅は8%に上昇することになる。

### 砂糖生産の改革（2005年 - 2006年）
共通農業政策の対象となっている品目にテンサイから生産される砂糖がある。EUは年間1700万メートルトンを生産する世界最大のテンサイ生産地域である。この量はサトウキビから砂糖を生産しているブラジルとインドという2大生産国と同水準である。
1992年のマクシャリー改革や1999年のアジェンダ2000では、砂糖はその対象に含まれていなかった。また砂糖については Everything But Arms（武器以外すべて）措置のもと、後発開発途上国に市場参入を段階的に認めていた。2005年、EU加盟国の農相は2006年から4年にわたってテンサイの最低価格を39%引き下げる計画を発表した。またロメ協定の砂糖にかんする議定書のもとで、アフリカ・カリブ海・太平洋諸国（ACP諸国）のうち19か国がEUに砂糖を輸出し、EU市場の砂糖価格を下落させている。
これらの措置は2005年4月28日に世界貿易機関 (WTO) の上級委員会によって示されたEUの砂糖施策に対する決定に従ったものである。
2006年2月21日までに、EUは砂糖にかんする補助金制度の改革実施を決めている。砂糖の保証価格を36%引き下げることにしており、これによってヨーロッパでの砂糖生産計画量が大幅に減少することになった。EUでは、これは40年の歴史を持つ共通農業政策の下では初となる、砂糖にの本格的な改革であるとしている。
この政策転換の狙いは、新興経済国によるEU市場への参入を容易かつ有益的なものにするということである。しかしこれについては、利他的な動きでも理想的な転換でもなく、EUはただEUの砂糖の不当廉売に対するオーストラリア、タイ、ブラジルからの訴えを支持しているWTOの思惑にしたがって行動しているに過ぎないという批判がある。またこのほかに、EU加盟国から優遇措置を受けているような国はACP諸国のような旧宗主国・旧植民地という関係であることが多く、このような国は不利益を被る側にあるという批判もある。

### 補助金直接支払い制限案（2007年）
2007年秋、欧州委員会は個人の農地所有者や工場式農場に対する補助金の制限案について検討してきた報告書を受け取った。しかし過去には同様の改革が検討されそのたびに失敗しており、とくにイギリスでは Country Land and Business Association や National Farmers Union という2つの有力なロビー活動団体の反対を受けている。またドイツでは旧東ドイツ時代から続いている集団農場の経営者が変革に強く反対した。この改革案は加盟国で諮るために同年11月20日に提出されている。

## 批判
共通農業政策はその開始当初からさまざまな利害を持つ立場から激しい批判を受けてきた。批判はさまざまな方面からなされ、欧州委員会は共通農業政策を擁護するため理解を求め続けてきた。2007年5月にはスウェーデンがEU加盟国として初めて域内の農業関連補助金は環境保護にかんするものを除いて廃止するべきだという立場をとるようになった。

### 開発に対する反対
共通農業政策への批判はグローバリゼーション支持派からも反グローバリゼーション派からもなされることがある。すなわち、西側諸国は農業に対して莫大な補助金を支給しており、経済協力開発機構 (OECD) 加盟国の農業補助金の合計はアフリカ全体の域内総生産 (GDP) の額を上回っている。このために競争において不公平が生じているが、共通農業政策による補助金制度はアメリカやそのほかの西側諸国の制度と同様に、ヨーロッパ要塞といった問題を惹き起こすものとして批判される。
さらには、過剰生産により余った農業製品は第三世界に売られ、このために第三世界で作られた農業製品の西側諸国への輸出が阻害されているということから、共通農業政策の促進により第三世界の農家の経営が成り立たず、結果として第三世界を貧困に追いやっているという批判もなされている。国際連合開発計画は2003年の人間開発報告書において、2000年においてEUでは乳牛1頭あたり平均で913USドルの補助金が支払われており、その一方でサブサハラ・アフリカの住民1人あたりには平均で8USドルしか支援がなされていないとしている。

### 食品価格の人為的高騰
共通農業政策による価格介入はEU全域での食品価格の上昇を招いているとして批判されている。しかし介入買い入れや特定品目に対する補助金の支給、輸出払戻金の削減といったものから遠ざかっている動きは状況に若干の変化をもたらしている。デカップリング方式となった新たな補助金支給制度では環境保護が狙いとなっているが、その一方で多くの農家では補助金の需給がなければ経営が成り立たないとしている。実質で過去30年間以上にわたって食品価格が下落し続けたことにより、生産者が販売する時点でコスト割れを起こしている。
他方18%から28%と輸入関税が高いことにより非EU生産者による競争が制限され、食品価格は高い水準を維持したままとなっている。

### 小規模農家への打撃
ヨーロッパのほとんどの政治家はいわゆる「家族農場」や小規模生産を振興したいという点で一致しているが、実際には共通農業政策は大規模生産者向けの内容となっている。共通農業政策はそもそもより生産量の大きい農家が報われるものとなっているため、大規模農場は零細農場と比べて補助金制度の恩恵をはるかに大きく受けている。例示すると農地1ヘクタールあたり100ユーロの利益を出しているという仮定がなされ、この条件の下で1000ヘクタールの農地を持つ農場では合計で10万ユーロの利益が出ることになるが、農地が10ヘクタールしかない農場では1000ユーロの利益しか生み出さないことになり、規模の経済というものがまったく考慮されないことになる。そのため共通農業政策による補助金のほとんどは大規模農場に支給されることになる。2003年の改革で補助金制度が生産要素から切り離され、農場の経営規模といったものが考慮されるようになり、そのため従来のように大規模農家が補助金の受給という点では極端に有利になるということがなくなった。すなわち改革された補助金制度では小規模農家の存続が可能となる一方で、大規模農場にはさらに大きな利益がもたらされることになった。

### 環境問題
一般的には共通農業政策の下で農業生産量は大幅に上昇されてきたと考えられている。同時に化学肥料や農薬が無分別に使用されるなど、生産高を増やすために非環境的な農業がはびこることになり、深刻な環境問題を惹き起こすことになった。ところが2004年に補助金制度が抜本的に転換され、農業政策において環境保護が重視されることになった。これにより脆弱な地域における窒素肥料の使用量が制限されることになった。補助金支給においても厳格な環境保護策が講じられているかということが要件となり、厳しく監視されることになっている。

### 加盟国の資金拠出

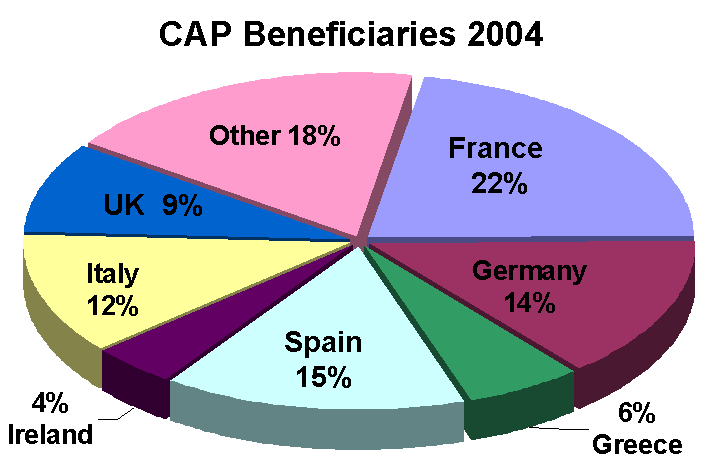
共通農業政策のもとでの受益国（2004年）

一部のEU加盟国にはほかの加盟国に比べて農業の比重が大きい国がある。そのような国にはフランスやスペイン、ポルトガルなどがあるが、これらの国は共通農業政策のもとで補助金をより多く受け取っている。このほかの加盟国はEU予算のほかの分野から恩恵を受けている。全体で見ると一部の加盟国については、EUに対する拠出額がEUから受ける財政支出を大きく上回ることになり、とくにその差（純拠出額）が最大であるのはドイツ、1人あたりでの純拠出額が最大であるのはオランダであるが、イギリスやフランスもそのような状況にある。逆にギリシャやアイルランドは1人あたりの受益額（純受益額）が大きくなっている。
フランスの国内総生産 (GDP) はイギリスと比べるとわずかに下回っており、その一方で人口はフランスのほうがイギリスより上回っているため1人あたりの収入はイギリスと比べると若干少なくなる。ドイツはフランスやイギリスと比べるとGDPは約25%高いが、1人あたりの収入額は両国とほぼ同じである。EU予算に定められた拠出金を全額支払っており、そのためフランスは他国から補助金を受け取っているといわれることはないが、比較的新しい加盟国はEUから財政支援をわずかしか受け取っていない一方で、フランスはなおも共通農業政策のもとでの最大の純受益者となっている。

#### 対英払戻措置と共通農業政策
本来イギリスは、マーガレット・サッチャー政権が1984年に導入に漕ぎ着けたイギリスへの毎年の払戻制度がなければ、当時加盟国の中でも3番目に貧しい国だったにもかかわらずEC予算において最大の純拠出国となっていたはずだった。対英払戻制度が導入されたことによって、フランスは払戻金の31%を支払うことになり、この割合は加盟国の中で最大で、ついでイタリアの24%、スペインの14%と続く。

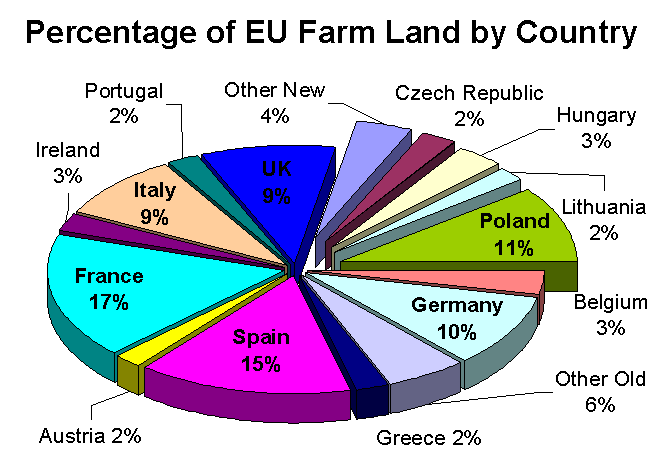
加盟国別の国土全体に占める農地の割合（2004年）

共通農業政策関連支出の格差はイギリスの不満を招いている。2004年には、国別の共通農業政策関連支出先の割合においてイギリスが9%である一方で、フランスは22%となっている。これは額に直すと、フランスはイギリスに比べて63億7000万ユーロ多く受け取っていることになる。これはフランスの面積がイギリスに比べて2倍以上であることを反映したものである。これに対して対英払戻金は2005年度でおよそ55億ユーロとなった。イギリスでは、共通農業政策が改革されずに対英払戻金だけが削減されていれば、イギリスは非効率的なフランスの農業を支えるために拠出金を払うことになっていたという見方が一般的となっており、イギリス国民の多くは著しく不公平なものであると考えている。そのため対英払戻金にかんしてフランスが「結束」と「わがまま」というような議論を作り出そうとしていることは、イギリスにおいてはフランスがきわめて利己的であるというように映っている。
仮に共通農業政策が変更されずに対英払戻措置だけが廃止された場合、2003年度の予算で試算するとイギリスの純拠出額はフランスのおよそ30倍となっていた。対英払戻制度があった場合でのイギリスの純拠出額は27億6300万ユーロであるが、払戻制度がなかった場合は79億4800万ユーロで、このときのフランスの純拠出額は2億6900万ユーロとなるのである。
2005年12月、イギリスは2007年から2013年のEU予算期間において対英払戻金を約20%削減することに合意した。このときイギリスは、削減された払戻金は共通農業政策関連予算に充てず新規加盟国の発展に使うこと、他国の拠出額と比較してイギリスの拠出額が調整されることを条件に挙げている。このとき共通農業政策関連支出は従来どおりに行うことが合意されており、全体としてみると共通農業政策関連支出がEU予算に占める割合は小さくなった。あわせて欧州委員会がEUの支出を見直すということも合意された。

### 国家干渉としての共通農業政策
共通農業政策に対するおもな批判のなかに、制度の理論面や実務面において保護貿易的であるという論調がある。干渉を受けない自由市場は経済資源をより効率的に分配するものであるという考え方があり、これを掲げる立場からするといかなる形態での政府介入を許容するものではない。「人為的に」形成された価格は必然的に生産においてゆがみをもたらすもので、たいていは過剰生産を起こすことになる。共通農業政策において設定された市場を上回る価格で穀物が農家から直接買い上げられ、その莫大な在庫で「穀物の山」ができあがるということがそのことを顕著に示している。補助金制度があるために、本来制度がなければ存続することができない小規模、前時代的、非効率的な農家の経営が維持できるのである。ゆがみのない経済モデルにおいては、市場における価格水準の決定は市場にまかせ、不経済な農業は排除するべきであるという考え方がある。制度が健全化されれば農業に浪費されてきた経済資源を社会基盤整備や教育、医療保障といったより生産的な分野に振り向けることができる。

### 経済的持続可能性
経済の専門家のあいだでは、拡大EUにおいて共通農業政策は持続可能性がないと考えられている。実際に2004年5月1日に10か国が新たにEUに加盟したことで、共通農業政策関連支出を制限しなければならなくなった。新規加盟国の中で最も大きいポーランドはおよそ200万件の小規模農家を抱えている。この件数はほかの新規加盟国と比べてもはるかに大きいものであるが、これは同時に加盟国が増えることで共通農業政策における補助金の支給額が急増するということも示している。拡大以前においても共通農業政策はEU予算の極めて大きな部分を費やしており、1980年代後半にはその比率が90%を上回ったということもあった。農業従事者の人口比率は小さく、また農業から発生するGDPも相対的に小さいということを考えると、共通農業政策関連支出は過剰であるという見方が広く浸透している。

### 恩恵を受ける件数
共通農業政策の恩恵を受けるのヨーロッパ人はごく少数に限られるという批判がある。農業従事者はEU域内の人口のわずか%にすぎず、農業部門のGDPはEU全体の3%に満たない。ヨーロッパの農家の件数は毎年2%ずつ減少しており、さらにはほとんどのヨーロッパ人が農村部ではなく都市部に住んでいる。しかしこれに対しては補助金が農村部の環境保護に欠かせず、また税関手数料を復活させればいずれにせよ一部の加盟国が農家に対する支援を行うという反論がなされている。